# Amiga 600

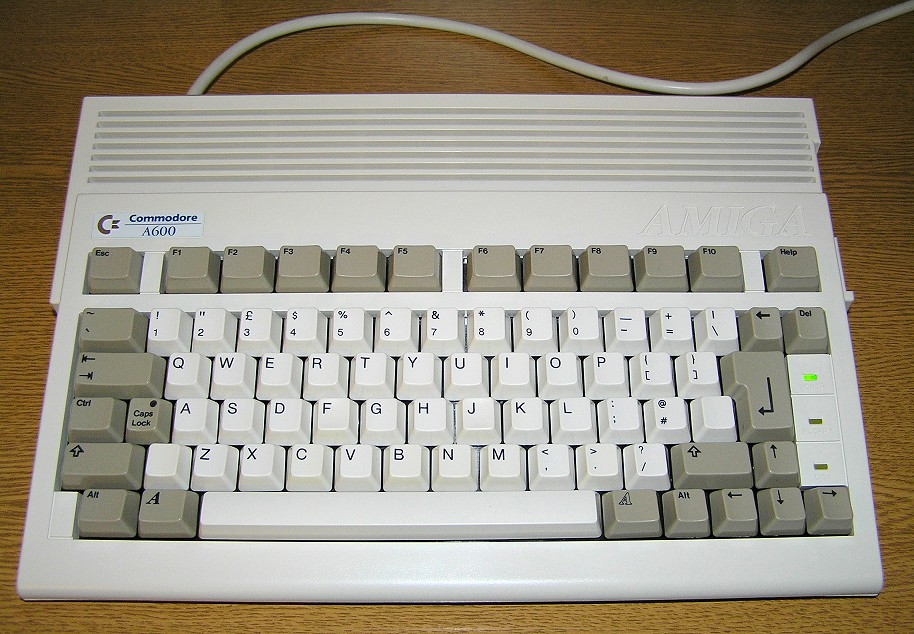
L'amiga 600

L'A600, aussi nommé Amiga 600, fut le dernier ordinateur de la lignée des A500. Lancé en juin 1992, il était essentiellement un A500 repackagé avec un port IDE facilitant l'ajout de disque dur (une version vendue en standard avec un disque dur interne de 20 Mo fut même proposée par Commodore). L'intention de Commodore International était de faire remonter les ventes des A500 avant que le nouvel A1200, plus sophistiqué, devienne disponible.

## Description
La caractéristique la plus notable de l'A600 était sa petite taille. Sans clavier numérique, l'A600 faisait seulement 35 cm de long par 24 cm de profondeur, 8 cm en hauteur et pesait approximativement 3 kg.
Il était livré avec le Kickstart/Workbench v2 qui était beaucoup plus pratique et joli que son prédécesseur.
Il était ciblé pour l'entrée de gamme, alors que le plus haut de gamme du moment dans la gamme était l'A3000.
L'A600 utilisait le processeur Motorola 68000, cadencé à 7,09 MHz (PAL) ou 7,16 MHz (NTSC).
En standard la mémoire était de 1 Mo. Cependant, beaucoup de personnes l'ont augmentée au maximum de 2 Mo de « chip » RAM. 4 Mo de « fast » RAM pouvait être ajouté, en utilisant le port PCMCIA.
La conception originale ne permettait pas un changement de processeur, comme le 68000 était soudé à sa carte mère. Malgré cela, des mises à jour incluant le Motorola 68010, 68020 (jusqu'à 25 MHz), et 68030 (jusqu'à 50 MHz) furent proposées par des constructeurs de carte d'extension. Jusqu'à 32 Mo de « fast » RAM pouvaient être ajoutée sur certaines cartes.
Ses connecteurs les plus intéressants sont peut-être le port PCMCIA Type II, et l'interface IDE interne (pour le disque dur de 20 ou 40 Mo de 2.5 pouces). Le modèle avec le disque dur IDE intégré de 20 ou 40 Mo était vendu dans les années 1990 pratiquement le double du prix d'un A600 standard, et appelé le « A600HD ». Le reste des périphériques est similaire à l'A500.
Dans les années 2010, des cartes accélératrices à base de 68020 ou de 68030 sont encore produites. La présence du port PCMCIA permettant d'y adjoindre une carte Compact Flash via un adaptateur en font un des modèles Amiga les plus appréciés pour le retrogaming, avec l'Amiga 1200.

## Unités produites
Environ 300000 unités ont été produites durant la courte vie de cet ordinateur dont 193000 vendues sur le marché allemand.